# Морланес, Мануэль
Мануэ́ль Морла́нес Ари́ньо (исп. Manuel Morlanes Ariño; род. 12 января 1999, Сарагоса, Арагон) — испанский футболист, полузащитник клуба «Мальорка».

## Биография
Морланес является воспитанником «Сарагосы» — команды из его родного города. В 13 лет он перебрался в академию «Вильярреала». С 2015 года — игрок третьей команды клуба. С сезона 2016/2017 — игрок «Вильярреала Б». 3 сентября 2016 года дебютировал в Сегунде Б в поединке против «Барселоны Б». В дебютном сезоне появлялся на поле трижды, во всех играх выходя на замену. В сезоне 2017/2018 — основной игрок «Вильяяреала Б». Провёл 33 игры, забил 1 мяч. 7 декабря 2017 года был взят в основную команду на поединок Лиги Европы против «Маккаби», где появился на поле в стартовом составе.
Сезон 2018/19 начал также с основной командой клуба. 18 августа 2018 года дебютировал в Ла Лиге в поединке против «Реала Сосьедада», выйдя в стартовом составе и будучи заменённым на 65-й минуте Дани Рабой.
Также Мануэль — игрок юношеских сборных Испании различных возрастов. Является серебряным призёром Чемпионата Европы 2016 года среди юношей до 17 лет. На турнире провёл все шесть матчей будучи ключевым игроком сборной. В финале против юношей из Португалии не забил свой пенальти в серии одиннадцатиметровых, что принесло его команде поражение.